# Ватиканський палімпсест
Ватиканський палімпсест — старослов'янський пергаментний рукопис на 203 сторінках, записаний кирилицею, який містить Євангеліє, найстаріше з тих, що збереглися слов'янською мовою.

## Історія виявлення
Рукопис в 1982 році виявив Трендафіл Кристанов у бібліотеці Ватикану. Відкриття сталося майже випадково в процесі пошуку листа 1232 роки на ім'я папського кардинала від вселенського патріарха Германа II, в якому говориться, що як греки, так і інші східні народи, серед яких «і царство болгар з великими перемогами», бажають прийняти унію з Римом. Рукопис, що містить лист, був записаний у бібліотеці під каталожним номером 2502. Під грецьким текстом рукопису Кристанов помічає кириличний текст. Як виявилося, це палімпсест: пергамент був використаний повторно, написане раніше було змите або стерте. У XIX столітті для прочитання первинних текстів таких рукописів використали хімічний реагент (гідросульфат амонію), що роз'їдав пергамент, нині для цього використовують ультрафіолетову фотографію. З 203 сторінок Ватиканського палімпсеста на сьогодні вдалося прочитати 186. Було встановлено, що він містить службове Євангеліє X століття.
До відкриття Кристанова найстарішим точно датованим і злокалізованим слов'янським рукописом вважалося Остромирове Євангеліє, також написане кирилицею. Це Євангеліє було переписане зі східноболгарського рукопису у Новгороді в 1056—1057 рр. На основі його та інших старих слов'янських рукописів (Ассеманієво Євангеліє, Саввина книга, Супрасльський рукопис та ін.) висувалися наукові теорії, які сильно недооцінюють важливість розмовної болгарської мови IX століття в розвитку слов'янської культури. По словах проф. Кристанова, перші переклади братів Кирила і Мефодія були виконані на живі південно-східні болгарські говоры Фракії і Родоп. Кирило Філософ починає свою перекладацьку працю ще до Моравської місії 863 року у монастирі Поліхрон в малоазійській області  Віфінії, де жили слов'яни, що переселилися із Фракії і Родоп. На їхню мову він і перекладає службове Євангеліє, освячене римським папою. Після 893 року ця мова була прийнята у Болгарії як офіційна літературна і церковна мова.

## Видання
Ватиканський палімпсест був виданий в 1996 році. У підготовці видання брали участь Анна-Марія Тотоманова, яка перевіряла переклад з грецького оригіналу, і проф. Іван Добрев як редактор. Через брак коштів досі відсутнє факсимільне видання пам'ятки, хоча він є, ймовірно, найстарішим з кириличних рукописів, що збереглися до наших днів.

## Додаткова література
- Кръстанов, Тр., Тотоманова, А.-М., Добрев, И. Ватиканско евангелие: старобългарски кирилски апракос от Х в. в палимпсестен кодекс Vat. gr. 2502. С., 1996
- Тотоманова, А.-М. Текстологични бележки върху Ватиканския палимпсест. — Преславска книжовна школа, 5, 2001, 185—197
- Джурова, А. Украсата на Ватиканския кирилски палимпсест Vat. gr. 2502. С., 2002
- Мъжлекова, М. Специализираните морфологични средства за изразяване на притежание във Ватиканския палимпсест. Велико Търново, 2004
- Мъжлекова, М. Специализираните синтактични средства за изразяване на притежание във Ватиканския палимпсест. Велико Търново, 2005